# 任弼时故居
28°31′13″N 113°8′27″E / 28.52028°N 113.14083°E
任弼时故居位于中华人民共和国湖南省汨罗市弼时镇弼时村新屋里。1904年4月30日，任弼时出生于此。

## 结构
故居为典型的南方农村建筑，独木结构，顶盖小青瓦，三间三进两偏层，共有房间31间。南边3间正屋和1间偏屋辟为展览室。北边有任弼时的住房及夫人的书房。
门前有邓小平于1980年题写的“弼时同志故居”匾额。前进堂屋有毛泽东手书“任弼时同志的革命精神永垂不朽”的匾额。